# Фторгерман
Фторгерман — неорганическое соединение, 
фторпроизводное германа с формулой GeH3F,
бесцветная жидкость,
реагирует с водой,
неустойчиво при комнатной температуре.

## Получение
- Реакция бромгермана с фторидом серебра:

{\displaystyle {\mathsf {GeH_{3}Br+AgF\ {\xrightarrow {25^{o}C}}\ GeH_{3}F+AgBr}}}

## Физические свойства
Фторгерман — бесцветная подвижная жидкость, реагирует с водой, при комнатной температуре медленно разлагается.

## Химические свойства
- Реагирует с водой, образуя GeH3OH и (GeH3)2O.